# Мотовоз 799
Мотовоз серии 799 — мотовоз, выпускавшийся с 1992 по 2000 год для Československé státní dráhy и České dráhy.
Мотовозы перестраивались из мотовозов серий 700, 701, 702, 703.
С 1992 по 2000 год мотовозы прошли ремонт и модернизацию на заводе CZ LOKO в городе Ческа-Тршебова.